# Algebrai számelmélet
Az algebrai számelmélet a számelmélet és így a matematika egy részterülete. 
Az algebrai számelmélet a racionális egész illetve racionális számok helyett számtestekkel, azaz a racionális számok testének véges bővítéseivel foglalkozik. Ha {\displaystyle K} egy számtest, akkor vizsgálható a {\displaystyle K}-beli algebrai egészek {\displaystyle {\mathcal {O}}_{K}} gyűrűje: ez {\displaystyle \mathbb {Z} } egész lezártjaként áll elő. Konkrétan fogalmazva {\displaystyle x\in K}-ra
{\displaystyle x\in {\mathcal {O}}_{K}\iff x^{n}+a_{n-1}x^{n-1}+\ldots +a_{1}x+a_{0}=0},
valamely {\displaystyle n\geq 1} és {\displaystyle a_{i}\in \mathbb {Z} } mellett, azaz {\displaystyle x} gyöke egy egész együtthatós (nem konstans 0) polinomnak. Az így kapott {\displaystyle {\mathcal {O}}_{K}} gyűrű Dedekind-gyűrű, és mint ilyen, számos tekintetben {\displaystyle \mathbb {Z} }-hez hasonlóan viselkedik, ugyanakkor bizonyos tulajdonságok csak gyengébb formában érvényesek. Például Dedekind-gyűrűkben nem feltétlenül létezik az elemek prímelemekre való egyértelmű felbontása (azaz nem feltétlenül teljesül a számelmélet alaptétele), viszont az ideálok mindig egyértelműen felbonthatók prímideálok szorzatára (tehát az alaptétel ideálokra teljesül).
Számtestek helyett általánosabban beszélhetünk globális testekről is: ebben a fogalomba a számtestek mellett {\displaystyle \mathbb {F} _{p}(T)} véges bővítéseit – az úgynevezett függvénytesteket – is beleértjük, ahol {\displaystyle p} egy racionális prímszám. A számtestek és függvénytestek között alapvető különbség, hogy utóbbiak karakterisztikája véges. Ugyanakkor a globális testek két típusa között számos analógia is fennáll. Egy globális test közvetlen vizsgálata helyett gyakran eredményesebb a hozzá tartozó lokális testekkel foglalkozni, és az így kapott eredményekből a lokál–globál-elven keresztül eljutni egy a globális testre vonatkozó eredményhez. Ez az eljárás a racionális számok (mint globális test) esetében a p-adikus számok (mint lokális testek) vizsgálatát jelenti.

## Alapvető fogalmak

### Az egyértelmű prímfelbontás hiánya
Legyen {\displaystyle R} egy integritási tartomány. Egy {\displaystyle p\in R} elemet akkor mondunk prímnek, ha
{\displaystyle \forall a,b\in R:\,p\mid ab\implies p\mid a} vagy {\displaystyle p\mid b}.
Ez a definíció a racionális egészek gyűrűjében a prímszámokénál gyengébb definíciót ad: {\displaystyle \mathbb {Z} } prímelemei pontosan a prímszámok és a prímszámok ellentettjei. Ez annak az általános állításnak a speciális esete, hogy ha {\displaystyle p\in R} prímelem és {\displaystyle u\in R^{\times }} egység, akkor {\displaystyle up} is prímelem (a racionális egészek körében {\displaystyle \pm 1} az egységek).
Egy {\displaystyle x\in R} elemet irreducibilisnek (felbonthatatlannak) nevezünk, ha
{\displaystyle \forall y,z\in R:\,x=yz\implies y\in R^{\times }} vagy {\displaystyle z\in R^{\times }},
azaz {\displaystyle x}-nek nincs nemtriviális faktorizációja. Általában minden prímelem irreducibilis, de a fordított irányú implikáció nem igaz.
Azt mondjuk, hogy {\displaystyle R}-ben teljesül a számelmélet alaptétele (azaz {\displaystyle R} alaptételes gyűrű, illetve az angol unique factorisation domain rövidítéseként UFD), ha minden elem sorrend és egységszorzók erejéig felbontható irreducibilis elemek szorzatára. Például {\displaystyle \mathbb {Z} } UFD, de általános esetben {\displaystyle {\mathcal {O}}_{K}} nem az. UFD-ben a prím- és az irreducibilis elemek megegyeznek.
Például {\displaystyle R=\mathbb {Z} [{\sqrt {-5}}]}-ben 3, {\displaystyle 2+{\sqrt {-5}}} és {\displaystyle 2-{\sqrt {-5}}} irreducibilis elemek, így
{\displaystyle 9=3\cdot 3=\left(2+{\sqrt {-5}}\right)\left(2-{\sqrt {-5}}\right)}
a 9 két különböző felbontása irreducibilis elemekre. Valóban, ha a két felbontás nem lenne különböző, akkor {\displaystyle 2\pm {\sqrt {-5}}} egységszerese lenne 3-nak, viszont {\displaystyle \mathbb {Z} [{\sqrt {-5}}]}-ben a 3-mal osztható elemek {\displaystyle 3a+3b{\sqrt {-5}}} alakúak ({\displaystyle a,b,\in \mathbb {Z} }).

### Ideálok felbontása prímideálok szorzatára
Ha {\displaystyle K} egy számtest, akkor {\displaystyle {\mathcal {O}}_{K}} Dedekind-gyűrű, következésképpen bármely {\displaystyle I\subseteq {\mathcal {O}}_{K}} ideál sorrend erejéig egyértelműen felbontható prímideálok szorzatára. Másképp fogalmazva {\displaystyle {\mathcal {O}}_{K}}-ban a számelmélet alaptétele elemek helyett csak ideálokra teljesül.
Speciálisan ha {\displaystyle {\mathcal {O}}_{K}} UFD, akkor minden prímideált egy prímelem generál. Következésképpen {\displaystyle {\mathcal {O}}_{K}} akkor és csak akkor UFD, ha főideálgyűrű. (Általános esetben ez nem áll: ha egy integritási tartomány főideálgyűrű, akkor mindig UFD, de a megfordítás nem feltétlenül igaz.)

### Osztálycsoport
Akkor és csak akkor nincs egyértelmű prímfelbontás, ha a gyűrűben vannak olyan prímideálok, amik nem főideálok. A prímideálok nem-főideálságát méri az osztálycsoport. Ahhoz, hogy csoportstruktúrát kapjunk, az algebrai egészek gyűrűjében vett ideálok helyett egy bővebb halmazzal, a törtideálokkal dolgozunk. A törtideál fogalma az ideálénál általánosabb: egy {\displaystyle J\subseteq K} részhalmaz akkor törtideál, ha additív részcsoport és zárt az {\displaystyle {\mathcal {O}}_{K}} elemeivel való szorzásra, azaz {\displaystyle x\in {\mathcal {O}}_{K}\implies xJ\subseteq J}. Minden ideál törtideál, és ha {\displaystyle I,J} törtideálok, akkor az {\displaystyle IJ=\{ij\mid i\in I,j\in J\}} szorzatuk is törtideál. A törtideálok ezzel a szorzással csoportot alkotnak, az egységelem {\displaystyle {\mathcal {O}}_{K}}, az inverz {\displaystyle J^{-1}=\{x\in K\mid xJ\subseteq {\mathcal {O}}_{K}\}}.
Az osztálycsoport rendje az osztályszám.

### Valós és komplex beágyazások
Bizonyos számtestek beágyazhatók a valós számtestbe; mások nem. Előbbire példa {\displaystyle \mathbb {Q} ({\sqrt {2}})}, utóbbira {\displaystyle \mathbb {Q} ({\sqrt {-3}})}. Egy ilyen beágyazás nem feltétlenül egyértelmű: a példánál maradva, {\displaystyle \mathbb {Q} ({\sqrt {2}})} kétféleképpen ágyazható be a valós számok testébe: a két beágyazást {\displaystyle {\sqrt {2}}\mapsto {\sqrt {2}}} illetve {\displaystyle {\sqrt {2}}\mapsto -{\sqrt {2}}} indukálja.
Mivel a komplex számok {\displaystyle \mathbb {C} } teste a racionális számtest algebrai lezártja, minden {\displaystyle K} számtest beágyazható a komplex számok testébe. A különböző beágyazások száma megegyezik a {\displaystyle (K:\mathbb {Q} )} fokszámmal. A beágyazások közül valósnak nevezzük azokat, amiknek képe {\displaystyle \mathbb {C} }-ben részhalmaza {\displaystyle \mathbb {R} }-nek; minden más beágyazást komplexnek nevezünk. A komplex beágyazások párokat alkotnak: ha {\displaystyle \sigma :K\hookrightarrow \mathbb {C} } egy beágyazás, akkor a {\displaystyle {\bar {\sigma }}:K\hookrightarrow \mathbb {C} } konjugált is az, ahol {\displaystyle {\bar {\sigma }}(x)={\overline {\sigma (x)}}}, és a felülvonás komplex konjugálást jelöl.
A valós beágyazások számát {\displaystyle r_{1}}-gyel, a komplex konjugált beágyazáspárok számát {\displaystyle r_{2}}-vel szokás jelölni. Következik, hogy {\displaystyle r_{1}+2r_{2}=(K:\mathbb {Q} )}.

### Diszkrimináns
Azt mondjuk, hogy egy {\displaystyle K/\mathbb {Q} } bővítésben az {\displaystyle \alpha _{1},\ldots ,\alpha _{n}} elemek egész bázist alkotnak, ha
{\displaystyle {\mathcal {O}}_{K}=\mathbb {Z} \alpha _{1}\oplus \ldots \oplus \mathbb {Z} \alpha _{n}}.
Minden számtestben létezik egész bázis, és az {\displaystyle {\mathcal {O}}_{K}} Abel-csoport {\displaystyle n} rangja megegyezik a bővítés {\displaystyle (K:\mathbb {Q} )} fokával.
Legyen {\displaystyle \alpha _{1},\ldots ,\alpha _{n}} egy egész bázis, és legyenek {\displaystyle \sigma _{1},\ldots ,\sigma _{n}} a beágyazások, azaz a {\displaystyle \operatorname {Hom} _{K}(K,\mathbb {C} )} csoport elemei. Ekkor az {\displaystyle (\alpha _{1},\ldots ,\alpha _{n})} bázis diszkriminánsa
{\displaystyle d(\alpha _{1},\ldots ,\alpha _{n})=\det \left(\left(\sigma _{i}\alpha _{j}\right)_{i,j}\right)^{2}}.
Megmutatható, hogy ez nem függ az egész bázis választásától, így beszélhetünk a {\displaystyle K} számtest diszkriminánsáról.
A fentiekkel analóg módon definiálható számtestek egy {\displaystyle L/K} bővítésének relatív diszkriminánsa.
A diszkrimináns fontos szereppel bír az elágazáselméletben.

### Elágazáselmélet
Tekintsük számtesteknek egy {\displaystyle L/K} bővítését. Minden {\displaystyle {\mathcal {O}}_{L}}-beli {\displaystyle {\mathfrak {P}}} prímideál egy {\displaystyle {\mathcal {O}}_{K}}-beli {\displaystyle {\mathcal {p}}} prímideál fölött helyezkedik el, azaz {\displaystyle {\mathfrak {p}}={\mathfrak {P}}\cap {\mathcal {O}}_{K}} egy prímideál. A megfordítás nem igaz: az {\displaystyle {\mathcal {O}}_{K}} egy {\displaystyle {\mathcal {p}}} prímideálja által generált {\displaystyle {\mathfrak {p}}{\mathcal {O}}_{L}} ideál nem feltétlenül prím. Amint az fentebb részletezve volt, {\displaystyle {\mathcal {O}}_{L}} Dedekind-gyűrű, következésképpen az ideál egyértelműen felírható prímideálok szorzataként, azaz
{\displaystyle {\mathfrak {p}}{\mathcal {O}}_{L}=\prod _{i=1}^{g}{\mathfrak {P}}^{e_{i}}}
valamely {\displaystyle {\mathfrak {P}}_{i}} prímideálokra és {\displaystyle e_{i}\geq 1} pozitív egészekre. Az {\displaystyle e_{i}} kitevőt ekkor a {\displaystyle {\mathfrak {P}}_{i}} elágazási indexének nevezzük. Definiáljuk továbbá {\displaystyle {\mathfrak {P}}_{i}} inerciafokát: ez a {\displaystyle {\mathfrak {P}}} hányadostestének mint {\displaystyle {\mathfrak {p}}} hányadosteste feletti testbővítésnek a foka, azaz
{\displaystyle f_{i}=\left({\mathcal {O}}_{L}/{\mathfrak {P}}:{\mathcal {O}}_{K}/{\mathfrak {p}}\right)}.
Az ezekre vonatkozó fontos összefüggés a fundamentális egyenlet:
{\displaystyle (L:K)=\sum _{i=1}^{g}e_{i}f_{i}}
Azt mondjuk, hogy {\displaystyle {\mathfrak {p}}} elágazik az {\displaystyle L/K} bővítésben, ha {\displaystyle e_{i}>1} valamely {\displaystyle i}-re; máskülönben {\displaystyle {\mathfrak {p}}} el nem ágazó. Továbbá ha {\displaystyle e_{i}=f_{i}=1} minden {\displaystyle i}-re, akkor azt mondjuk, hogy {\displaystyle {\mathfrak {p}}} teljesen felbomlik.
Az elágazási viselkedés meghatározásában központi szereppel bír a diszkrimináns: pontosan azok a prímek ágaznak el, amelyek osztják a relatív diszkriminánst.
Minkowski-elméleti eszközökkel megmutatható, hogy minden {\displaystyle K/\mathbb {Q} } testbővítés diszkriminánsa 1-nél nagyobb; következésképpen {\displaystyle \mathbb {Q} }-nak nincsen elágazásmentes bővítése.
Ha az {\displaystyle L/K} bővítés Galois, akkor a {\displaystyle {\mathfrak {p}}} fölötti prímideálok egymás Galois-konjugáltjai. Következésképpen valamennyiük az összes elágazási index megegyezik, és ugyanez igaz az inerciafokokra is.

### Zetafüggvény
Egy számtest Dedekind-féle zetafüggvénye a Riemann-féle zéta-függvény általánosítása számtestekre. Ennek megfelelően a számtest prímideáljainak viselkedését írja le. Egy K számtest Dedekind-zetafüggvényét először azon {\displaystyle s} komplex számokra definiáljuk, amelyeknek valós része 1-nél nagyobb. Ezekre a zetafüggvényt a következő Dirichlet-sor adja meg:
{\displaystyle \zeta _{K}(s)=\sum _{I\subseteq {\mathcal {O}}_{K}}{\frac {1}{(\mathrm {N} _{K/\mathbb {Q} }(I))^{s}}}}
Itt {\displaystyle I} az {\displaystyle {\mathcal {O}}_{K}} gyűrű nemnulla ideáljain fut végig, és {\displaystyle \mathrm {N} (I)=({\mathcal {O}}_{K}:I)} az ideál abszolút normáját jelöli. Könnyen látható, hogy a {\displaystyle K=\mathbb {Q} } speciális esetben a Riemann-féle zetafüggvényt kapjuk. A sor minden fenti {\displaystyle s}-re abszolút konvergál.
A Riemann-zetafüggvényhez hasonlóan {\displaystyle \zeta _{K}} is Euler-szorzatalakba fejthető minden {\displaystyle \mathrm {Re} (s)>1}-re:
{\displaystyle \zeta _{K}(s)=\prod _{P\subseteq {\mathcal {O}}_{K}}{\frac {1}{1-\mathrm {N} _{K/\mathbb {Q} }(P)^{-s}}},}
ahol {\displaystyle P} az {\displaystyle {\mathcal {O}}_{K}} prímideáljain fut végig. Az Euler-szorzatalak az ideálok prímideálok szorzatára való egyértelmű felbontásának egyenes következménye.
Hecke megmutatta, hogy {\displaystyle \zeta _{K}} kiterjeszthető a komplex számsíkra meromorf függvényként, egyetlen egyszerű pólussal az {\displaystyle s=1} pontban. Az ebben a pontban vett reziduumot az analitikus osztályszámképlet adja meg – ez az algebrai számelmélet egy központi eredménye.

## Főbb eredmények

### Az osztályszám végessége
Az algebrai számelmélet egyik klasszikus eredménye, hogy egy számtest osztálycsoportja véges. Az osztálycsoport rendjét a számtest osztályszámának nevezzük; ezt gyakran {\displaystyle h_{K}}-val jelölik.

#### Minkowski-elmélet
Az osztályszám végessége a Minkowski-féle rácselmélet felhasználásával látható be. Ennek felhasználásával egy {\displaystyle {\mathcal {O}}_{K}}-beli ideál felfogható egy {\displaystyle \mathbb {R} ^{r_{1}+2r_{2}}}-beli ún. teljes rácsként, aminek a térfogata a diszkrimináns és az ideál indexének függvénye. A teljes rácsok térfogatáról szól Minkowski rácsponttétele, aminek felhasználásával az előbbi térfogatra adható egy egyenlőtlenség. Ez az egyenlőtlenség lehetővé teszi az osztályszám becslését, speciálisan a végesség bizonyítását.

### Dirichlet-féle egységtétel
A Dirichlet-féle egységtétel leírja az algebrai egészek {\displaystyle {\mathcal {O}}_{K}} gyűrűjének {\displaystyle {\mathcal {O}}_{K}^{\times }} egységcsoportját.
A tétel szerint {\displaystyle {\mathcal {O}}_{K}^{\times }} izomorf {\displaystyle \mu (K)\times \mathbb {Z} ^{r_{1}+r_{2}-1}}-gyel, ahol {\displaystyle \mu (K)} a {\displaystyle K}-beli egységgyökök csoportja, {\displaystyle r_{1}} a {\displaystyle K\hookrightarrow \mathbb {R} } valós beágyazások száma, {\displaystyle r_{2}} pedig a {\displaystyle K\hookrightarrow C} komplex beágyazások számának fele. Másként megfogalmazva, az egységcsoport egy végesen generált {\displaystyle r_{1}+r_{2}-1} rangú Abel-csoport, amelynek torziócsoportja pontosan a {\displaystyle K}-beli egységgyökökből áll.
A tételt a Minkowski-elmélet eszközeivel lehet bizonyítani.

#### Regulátor
Legyenek {\displaystyle \varepsilon _{1},\ldots ,\varepsilon _{r_{1}+r_{2}-1}\in {\mathcal {O}}_{K}^{\times }} az {\displaystyle {\mathcal {O}}_{K}^{\times }} szabad részének egy bázisa; ezek létezését a Dirichlet-féle egységtétel garantálja. Legyenek {\displaystyle \sigma _{1},\ldots ,\sigma _{r_{1}}} a valós, {\displaystyle \sigma _{r_{1}+1},{\overline {\sigma _{r_{1}+1}}},\ldots ,\sigma _{r_{1}+r_{2}},{\overline {\sigma _{r_{1}+r_{2}}}}} a komplex beágyazások. Legyen {\displaystyle \delta _{i}=1}, ha {\displaystyle 1\leq i\leq r_{1}}, azaz ha {\displaystyle \sigma _{i}} valós, és {\displaystyle \delta _{i}=2}, ha {\displaystyle r_{1}+1\leq i\leq r_{1}+r_{2}}, azaz ha {\displaystyle \sigma _{i}} komplex. Ekkor a {\displaystyle K} számtest regulátora
{\displaystyle R_{K}=R_{K}(\varepsilon _{1},\ldots ,\varepsilon _{r_{1}+r_{2}-1})=\left|\det \left(\left(\delta _{i}\log \left|\sigma _{i}(\varepsilon _{j})\right|\right)_{1\leq i,j\leq r_{1}+r_{2}-1}\right)\right|}.
Vegyük észre, hogy a mátrixból kihagytuk az {\displaystyle r_{1}+r_{2}}-edik beágyazáshoz tartozó sort, és így kaptunk négyzetes mátrixot. A regulátor értéke független a kihagyott beágyazástól, valamint a beágyazások illetve az egységek sorrendjétől (a külső abszolútértéknek köszönhetően).
A regulátor megközelíthető a Minkowski-elmélet felől is. Ekkor az {\displaystyle {\mathcal {O}}_{K}^{\times }} egységcsoport képe {\displaystyle \mathbb {R} ^{r_{1}+2r_{2}}}-ben egy rács lesz, amelynek térfogata a regulátorral arányos. Következésképpen minél kisebb a regulátor, annál „több” egység van az {\displaystyle {\mathcal {O}}_{K}} gyűrűben, azaz annál „sűrűbben” helyezkednek el az {\displaystyle {\mathcal {O}}_{K}^{\times }}-beli egységek képei az {\displaystyle \mathbb {R} ^{r_{1}+2r_{2}}} Minkowski-térben.

### Analitikus osztályszámképlet
Az analitikus osztályszámképlet egy {\displaystyle K} számtest {\displaystyle \zeta _{K}} Dedekind-zetafüggvényének {\displaystyle s=1} helyen vett reziduumát adja meg.
{\displaystyle \lim _{s\to 1}(s-1)\zeta _{K}(s)={\frac {2^{r_{1}}\cdot (2\pi )^{r_{2}}\cdot R_{K}\cdot h_{K}}{w_{K}\cdot {\sqrt {|D_{K}|}}}}}
A jobb oldalon szereplő számok a következők:
- {\displaystyle r_{1}} a valós beágyazások száma,
- {\displaystyle r_{2}} a komplex beágyazáspárok száma,
- hK az osztályszám, azaz az osztálycsoport elemszáma,
- RK a {\displaystyle K} számtest regulátora,
- wK a {\displaystyle K}-ban tartalmazott egységgyökök száma,
- DK a {\displaystyle K/\mathbb {Q} } bővítés diszkriminánsa.

Általánosságban az osztályszám kiszámítása nehéz kérdés; a fenti képlet részben azért jelentős, mert ezen keresztül az osztályszám meghatározása visszavezethető más invariánsok meghatározására. A bal oldalon álló reziduum kiszámításához egy lehetséges út lehet a számtest prímideáljainak leírása, majd a zetafüggvény Euler-szorzatalakon keresztüli felírása.
A fenti képlet általánosan igaz valamennyi számtestre. Bizonyos speciális számtestek esetén ennél könnyebben kezelhető képletek is léteznek. Például kvadratikus számtestek (azaz a racionális számok másodfokú algebrai bővítései) esetén az osztályszám meghatározható a diszkrimináns és egy Dirichlet-karakter ismeretében; ez az úgynevezett Dirichlet-osztályszámképlet.
Ennél nagyobb általánosságban is beszélhetünk „analitikus képletekről” az algebrai számelméletben és az aritmetikai geometriában. Ezek közös vonása, hogy a vizsgált objektum valamely aritmetikai invariánsa és egy analitikus függvény {\displaystyle s=1} helyen vett értéke közötti összefüggést adnak meg, néhány további, jellemzően viszonylag egyszerű tényező erejéig. A fenti esetben a vizsgált objektum a {\displaystyle K} számtest, az aritmetikai invariáns az osztályszám és a regulátor szorzata, az említett analitikus függvény {\displaystyle \zeta _{K}(s)}, a további tényezők pedig {\displaystyle w_{K}}, {\displaystyle D_{K}} és {\displaystyle 2^{r_{1}}\cdot (2\pi )^{r_{2}}}. Egy aritmetikai geometriai példa a Birch és Swinnerton-Dyer-sejtés. Abban a speciális esetben, amikor a Mordell–Weil-csoport véges, az aritmetikai invariáns a Tate–Safarevics-csoport rendje, az analitikus függvény pedig a Hasse–Weil-féle L-függvény lesz.

### Reciprocitási tételek és osztálytestelmélet
A kvadratikus reciprocitási tételhez analóg módon vizsgálható, hogy egy egész együtthatós, {\displaystyle \mathbb {Q} } felett irreducibilis polinom mikor bomlik lineáris faktorokra a moduló p, vagyis a {\displaystyle \mathbb {F} _{p}[X]} polinomgyűrűben. A kvadratikus reciprocitás esetében a vizsgált polinom {\displaystyle X^{2}-q}. Egy további példa a körosztási reciprocitási tétel:
A {\displaystyle \Phi _{n}(X)} körosztási polinom akkor és csak akkor bomlik lineáris faktorokra moduló p, ha {\displaystyle n\equiv 1{\bmod {p}}}.
Az általános kérdést Abel-polinomok (olyan polinomok, amiknek Galois-csoportja Abel) esetében az osztálytestelmélet vizsgálja; a vonatkozó tétel Artin-reciprocitás néven ismert.

### Kronecker–Weber-tétel
A Kronecker–Weber-tétel szerint minden Abel-számtest beágyazható egy körosztási testbe. Pontosabban ha {\displaystyle K/\mathbb {Q} } egy véges Galois-bővítés, amelynek Galois-csoportja egy Abel-csoport, akkor létezik egy olyan {\displaystyle m\geq 1} egész, melyre {\displaystyle K\subseteq \mathbb {Q} (\mu _{m})}. Itt {\displaystyle \mu _{m}} az {\displaystyle m}-edik egységgyökök csoportját jelöli, {\displaystyle \mathbb {Q} (\mu _{m})} az {\displaystyle m}-edik körosztási test.
A tétel arra mutat rá, hogy a {\displaystyle \mathbb {Q} } feletti Abel-bővítések elméletében a körosztási testek játsszák az alapvető építőkövek szerepét. Ez azért hasznos, mert így a körosztási testek viszonylag részletesen ismert tulajdonságaiból lehet következtetni más Abel-bővítések tulajdonságaira.
A tételnek létezik egy lokális verziója is – sőt, a tétel egyik lehetséges bizonyításában először ezt a lokális verziót igazolják elágazáselméleti eszközökkel, majd a globális Kronecker–Weber-tétel bizonyítását visszavezetik a lokális esetre. A lokális Kronecker–Weber-tétel állítása a következő: ha {\displaystyle K} a p-adikus számok {\displaystyle \mathbb {Q} _{p}} testének egy véges Galois-bővítése, amelynek Galois-csoportja egy Abel-csoport, akkor létezik egy olyan {\displaystyle m\geq 1} egész, melyre {\displaystyle K\subseteq \mathbb {Q} _{p}(\mu _{m})}.
A tétel az osztálytest-elméleten keresztül is bizonyítható.

## Fordítás
- Ez a szócikk részben vagy egészben  az   Algebraische Zahlentheorie című német Wikipédia-szócikk ezen változatának fordításán alapul.  Az eredeti cikk szerkesztőit annak laptörténete sorolja fel. Ez a jelzés csupán a megfogalmazás eredetét és a szerzői jogokat jelzi, nem szolgál a cikkben szereplő információk forrásmegjelöléseként.
- Ez a szócikk részben vagy egészben  az   Algebraic number theory című angol Wikipédia-szócikk ezen változatának fordításán alapul.  Az eredeti cikk szerkesztőit annak laptörténete sorolja fel. Ez a jelzés csupán a megfogalmazás eredetét és a szerzői jogokat jelzi, nem szolgál a cikkben szereplő információk forrásmegjelöléseként.
- Ez a szócikk részben vagy egészben  a   Dedekind zeta function című angol Wikipédia-szócikk ezen változatának fordításán alapul.  Az eredeti cikk szerkesztőit annak laptörténete sorolja fel. Ez a jelzés csupán a megfogalmazás eredetét és a szerzői jogokat jelzi, nem szolgál a cikkben szereplő információk forrásmegjelöléseként.